# Sedum cymatopetalum
Sedum cymatopetalum är en fetbladsväxtart som beskrevs av Fröderstr.. Sedum cymatopetalum ingår i Fetknoppssläktet som ingår i familjen fetbladsväxter. Inga underarter finns listade i Catalogue of Life.